# محمد الأسمري
محمد الأسمري مواليد 15 أكتوبر 1991 في ، السعودية، هو لاعب كرة قدم سعودي.
مثل نادي الوحدة في الفئات السنية و بعدها مثل أولمبي نادي التعاون و بعدها مثل أندية القلعة و وج و إنتقل إلى نادي البدائع عام 2016 و وقع مع نادي الرياض مطلع عام 2018 .